# Soma (album de Windhand)
Albums de Windhand
Windhand
(2012) Grief's Infernal Flower
(2015)
Soma est le second album studio du groupe de doom metal américain Windhand, sorti le 17 septembre 2013 chez Relapse Records. C'est le premier album du groupe pour ce label.

## Liste des titres
| 1.    | Orchard     | 6:37  |
| 2.    | Boleskine   | 9:22  |
| 3.    | Feral Bones | 7:59  |
| 4.    | Evergreen   | 6:56  |
| 5.    | Cassock     | 13:45 |
| 6.    | Boleskine   | 30:29 |
| 75:13 |             |       |

## Personnel
- Dorthia Cottrell – chant
- Asechiah Bogdan – guitare
- Garett Morris – guitare
- Parker Chandler – basse
- Ryan Wolfe – batterie